# إدوارد ر. مور
إدوارد ر. مور (بالإنجليزية: Edward R. Moore)‏ هو كاتب أمريكي، ولد في 1894، وتوفي في 1952.